# Плохій Валерій Семенович
Валерій Семенович Плохій (* 12 січня 1947, с. Хитрівка,  Оріхівський район, Запорізька область) — державний діяч, український дипломат.

## Біографія
Народився 12 січня 1947 року в селі Хитрівка Оріхівського району на Запоріжжі. Закінчив Запорізький педагогічний інститут. Академію суспільних наук при ЦК КПРС по кафедрі економіка та організація виробництва.
Займався профспілковою, комсомольською, партійною та господарською діяльністю. Був першим застуником голови державного комітету УРСР по професійно-технічній освіті. У 1978—1982 роках — секретар ЦК ЛКСМУ. Очолював головні управління професійно-технічної освіти, у справах молоді, Комітет у справах неповнолітніх Кабінету Міністрів України (у ранзі міністра). Працював заступником міністра України у справах сім'ї та молоді, радником прем'єр-міністра України.. Керував Державною службою охорони культурної спадщини, Національним комплексом «Експоцентр України» та Палацом мистецтв «Український дім».
До 2006 — радник відділу Департаменту ООН та інших міжнародних організацій МЗС України.
З 2006 по 2010 рр. — Генеральний консул України в Ростові-на-Дону, Російська Федерація.
З 2010 — Директор Урядового контактного центру.
Має другий ранг державного службовця, державні нагороди і відзнаки, Заслужений працівник культури України.